# Аламида (Саскачеван)
Аламида (англ. Alameda) — город в Канаде на юго-востоке провинции Саскачеван. 
Ближайшими к городу крупными центрами являются Эстеван, Уэйберн, Реджайна и Майнот, Северная Дакота. Аламида находится в районе, изобилующем зерном, нефтью и водой.

## Демография
Согласно переписи населения Канады, проведённой в 2021 году население Аламиды составило 345 человек. Плотность населения — 136,4 человека на км².

## Инфраструктура
В Аламиде есть общественные объекты: каток (катание на коньках, кёрлинг), музей наследия и центр для пожилых людей Аламиды Merry Makers.
В городе есть продуктовые и мясные магазины с полным спектром услуг, ресторан, банковское учреждение, кемпинг и т. д. Как и в других небольших сообществах в Саскачеване, многие предприятия закрываются, и жители едут в другие сообщества за услугами, которые когда-то были в их населённом пункте.
Аламида известена тем, что здесь находится плотина Грант Девайн (бывшая плотина Аламида), которая превратилась в зону отдыха. Здесь также находится региональный парк Мус-Крик и 9-луночное поле для гольфа.
В течение года в городе проводятся различные мероприятия, в том числе ярмарка сельскохозяйственного общества, выставка и распродажа 4-H, а также выставка цветов.

## Галерея

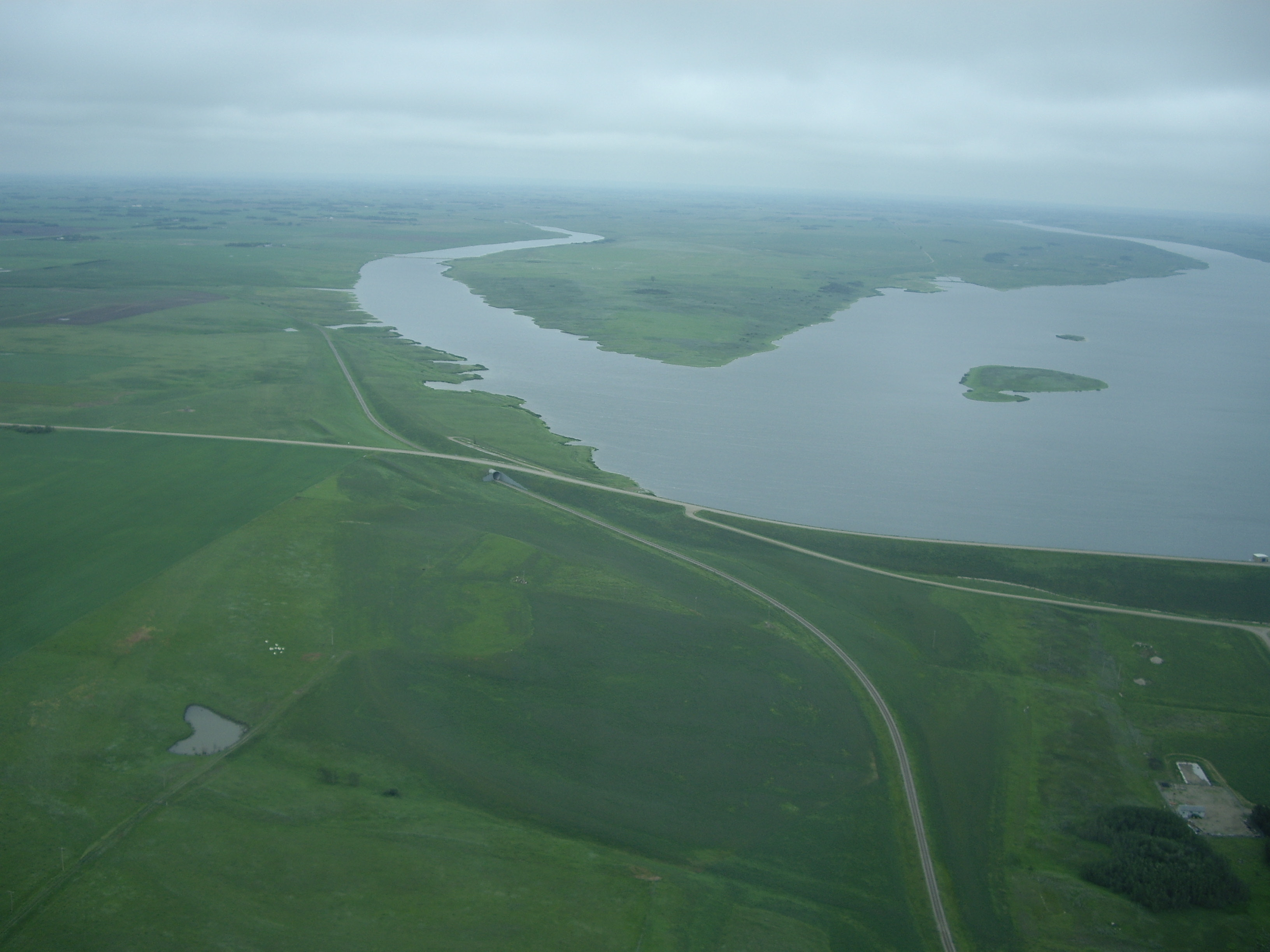
Водохранилище и плотина Грант Девайн
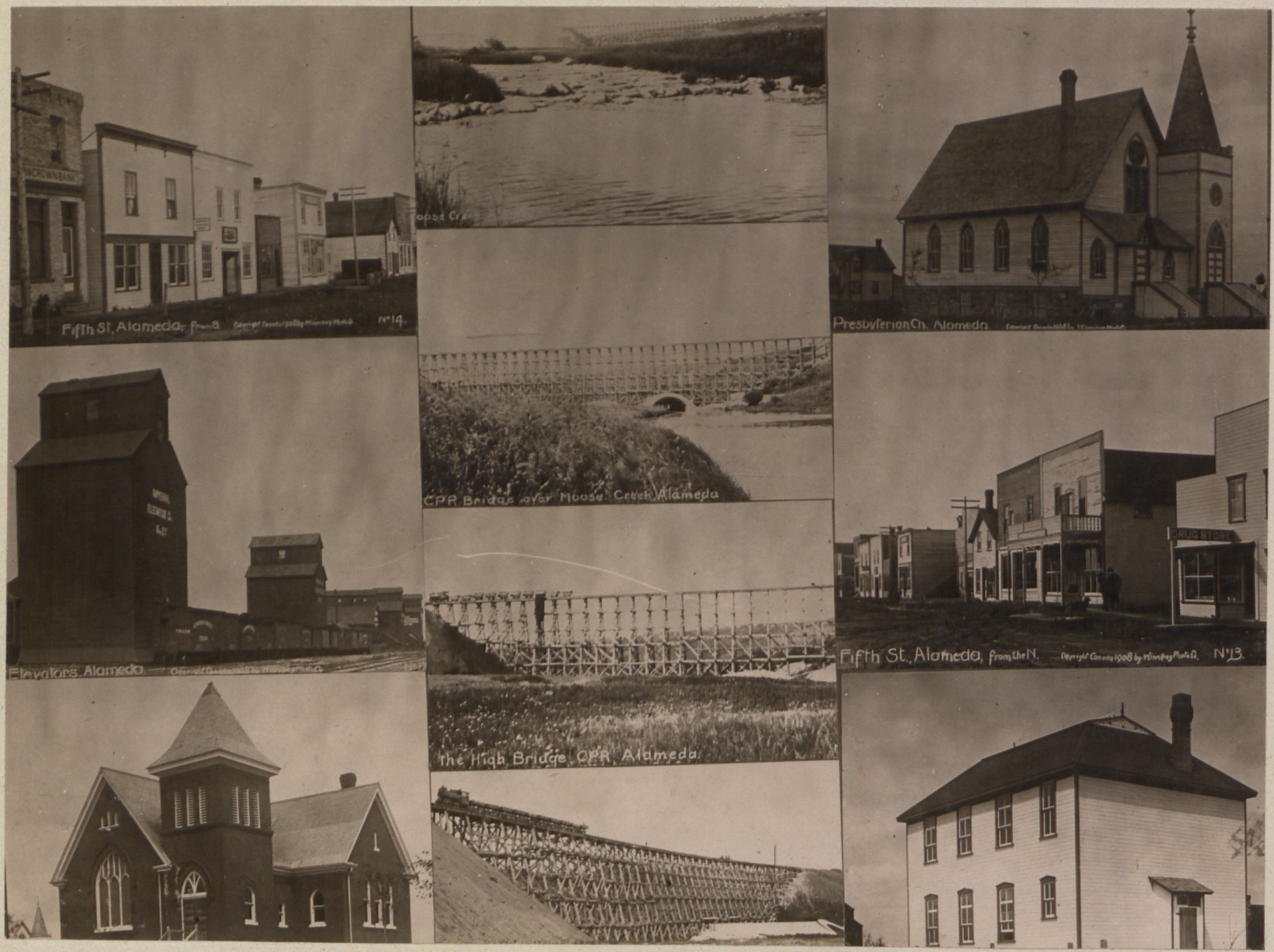
Виды Аламиды (1909 год)
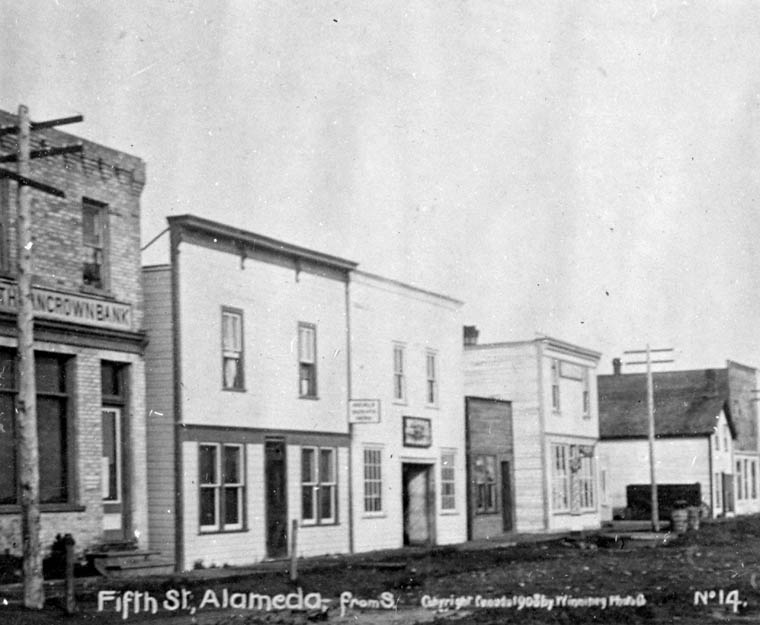
Пятая улица в 1908 году